# 馬阿拉爾塔山
13°00′47″N 40°11′06″E / 13.013°N 40.185°E

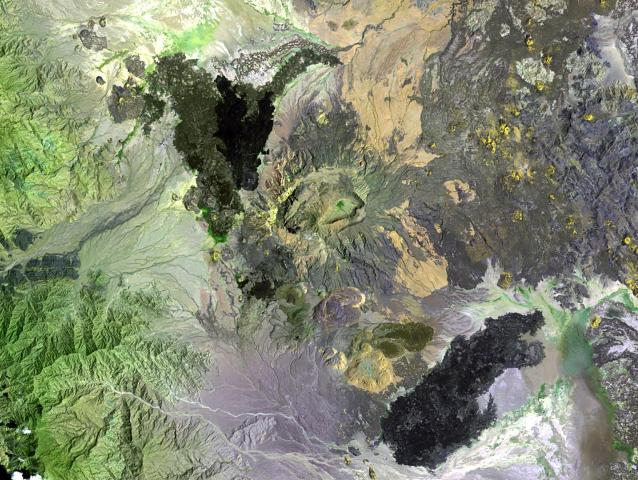

馬阿拉爾塔山是埃塞俄比亞的火山，位於該國東北部阿法爾州，處於首都亞的斯亞貝巴以北500公里，是一座複式火山，海拔高度1,745米。